# Triglidae
Famille
Les Triglidae sont une famille de poissons de l'ordre des Scorpaeniformes vivant sur les fonds marins, .

## Description et caractéristiques
Des espèces de cette famille sont à même d'émettre des bruits en cas de danger, à la différence de la plupart des poissons. Ce grognement est produit par la vibration de la vessie natatoire, et est à l'origine de leur nom vernaculaire de « grondins ».
Ce qui est typique chez les Triglidae, ce sont les nageoires ventrales transformées en organes tactiles, avec lesquelles ils peuvent d'ailleurs « courir » de courtes distances sur le fond marin. La nageoire dorsale est divisée. La forme de la tête est également frappante, ainsi que l'ouverture du bec, grande et large. La longueur maximale est de 1 m.
On rencontre les Triglidae dans toutes les mers et ils vivent surtout sur du sable ou du sol meuble, dans lequel ils débusquent de la nourriture avec leurs nageoires ventrales. Ils vivent jusqu'à 300 m de profondeur.
Ils se nourrissent de poissons, de petits homards et de moules.
Les noms vernaculaires les plus couramment portés par cette famille sont grondins, rougets, trigles, malarmats. Ils sont largement utilisés en cuisine et sont connus pour leur chair ferme, ce qui les rend très idoines pour les soupes de poisson et bouillabaisses. Trigla lucerna (Syn Chelidonichthys lucerna) est l'espèce la plus connue ; sa saveur ressemble à celle des crevettes.

## Genres
Selon World Register of Marine Species (8 février 2016) :
- genre Bellator Jordan & Evermann, 1896 -- 8 espèces
- genre Bovitrigla Fowler, 1938 -- 1 espèce
- genre Chelidonichthys Kaup, 1873 -- 9 espèces
- genre Eutrigla Fraser-Brunner, 1938 -- 1 espèce
- genre Lepidotrigla Günther, 1860 -- 53 espèces
- genre Prionotus Lacepède, 1801 -- 23 espèces
- genre Pterygotrigla Waite, 1899 -- 27 espèces
- genre Trigla Linnaeus, 1758 -- 1 espèce
- genre Trigloporus Smith, 1934 -- 1 espèce

Selon ITIS :
- genre Bellator Jordan et Evermann, 1896
- genre Bovitrigla Fowler, 1938 (non reconnu par FishBase qui place ses membres dans le genre Pterygotrigla)
- genre Chelidonichthys Kaup, 1873
- genre Eutrigla Fraser-Brunner, 1938
- genre Gargariscus Smith, 1917 (placé par FishBase dans la famille Peristediidae)
- genre Heminodus Smith, 1917 (placé par FishBase dans la famille Peristediidae)
- genre Lepidotrigla Günther, 1860
- genre Paraheminodus Kamohara, 1957 (placé par FishBase dans la famille Peristediidae)
- genre Parapterygotrigla Matsubara, 1937 (non reconnu par FishBase qui place ses membres dans le genre Pterygotrigla)
- genre Peristedion Lacépède, 1801 (placé par FishBase dans la famille Peristediidae)
- genre Prionotus Lacépède, 1801
- genre Pterygotrigla Waite, 1899
- genre Satyrichthys Kaup, 1873 (placé par FishBase dans la famille Peristediidae)
- genre Trigla Linnaeus, 1758
- genre Trigloporus Smith, 1934

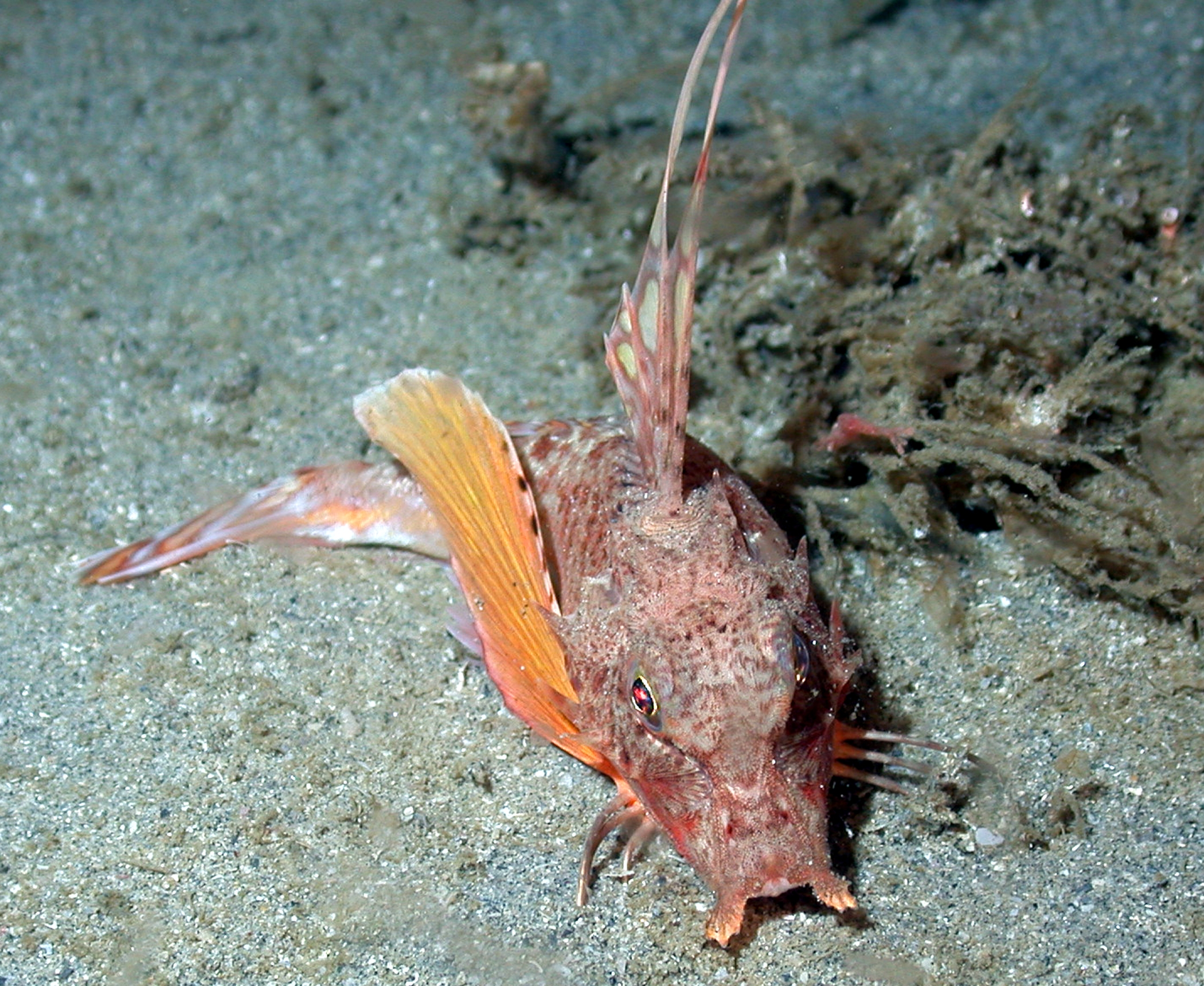
Bellator militaris
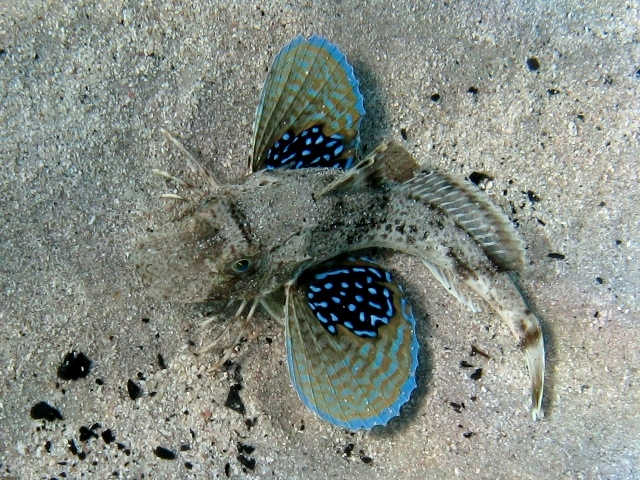
Chelidonichthys lucerna
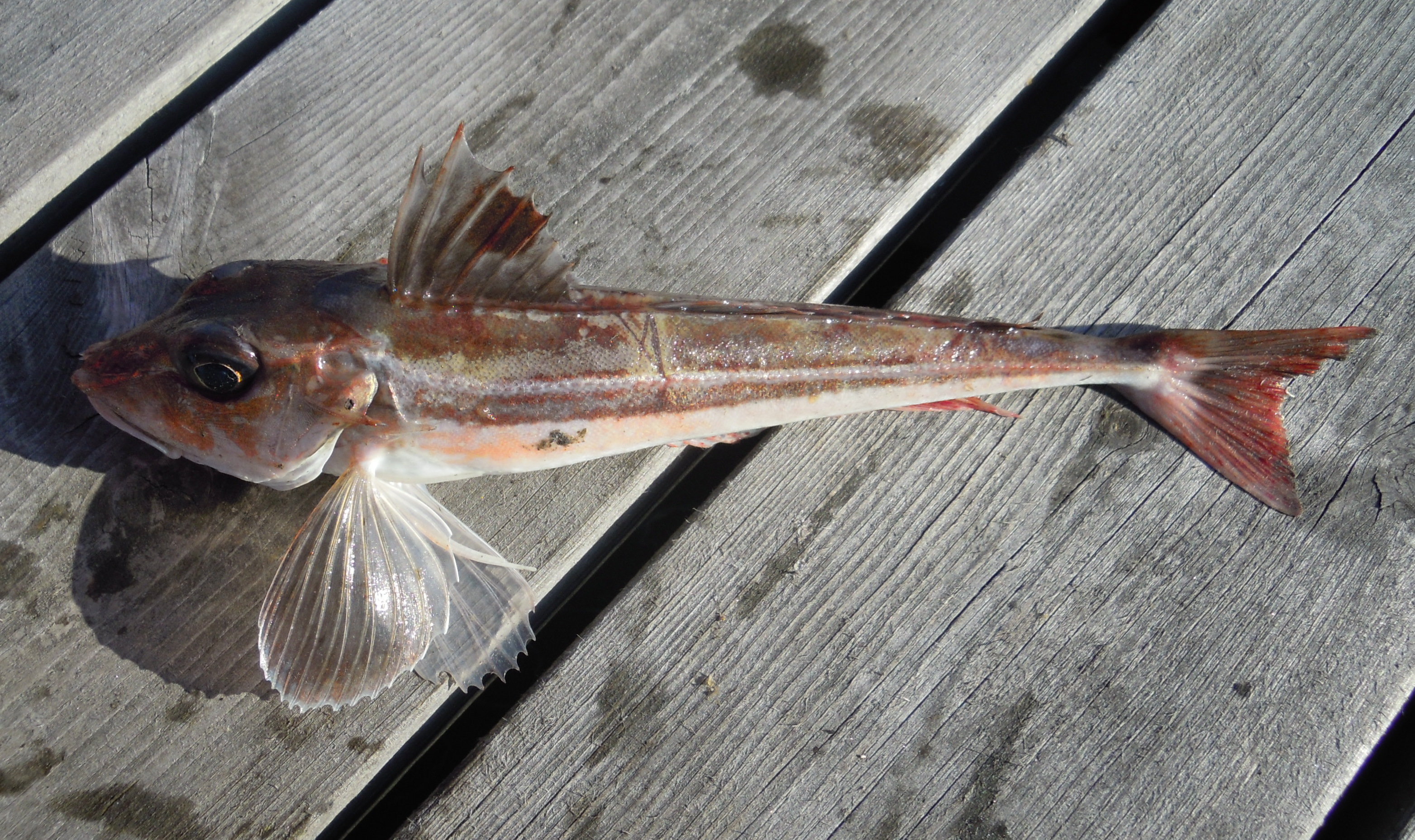
Eutrigla gurnardus
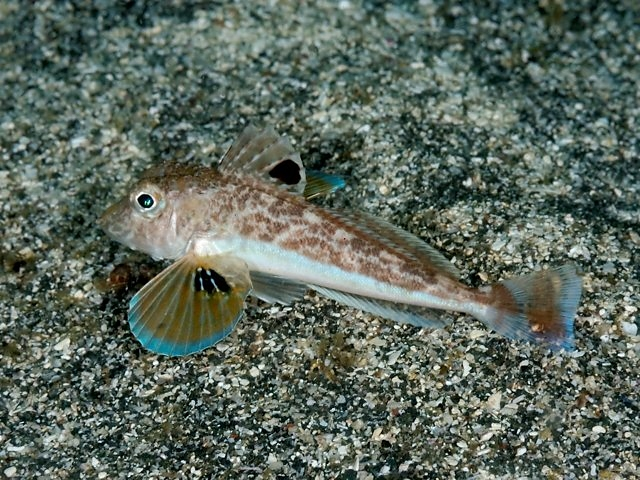
Lepidotrigla kishinouyei
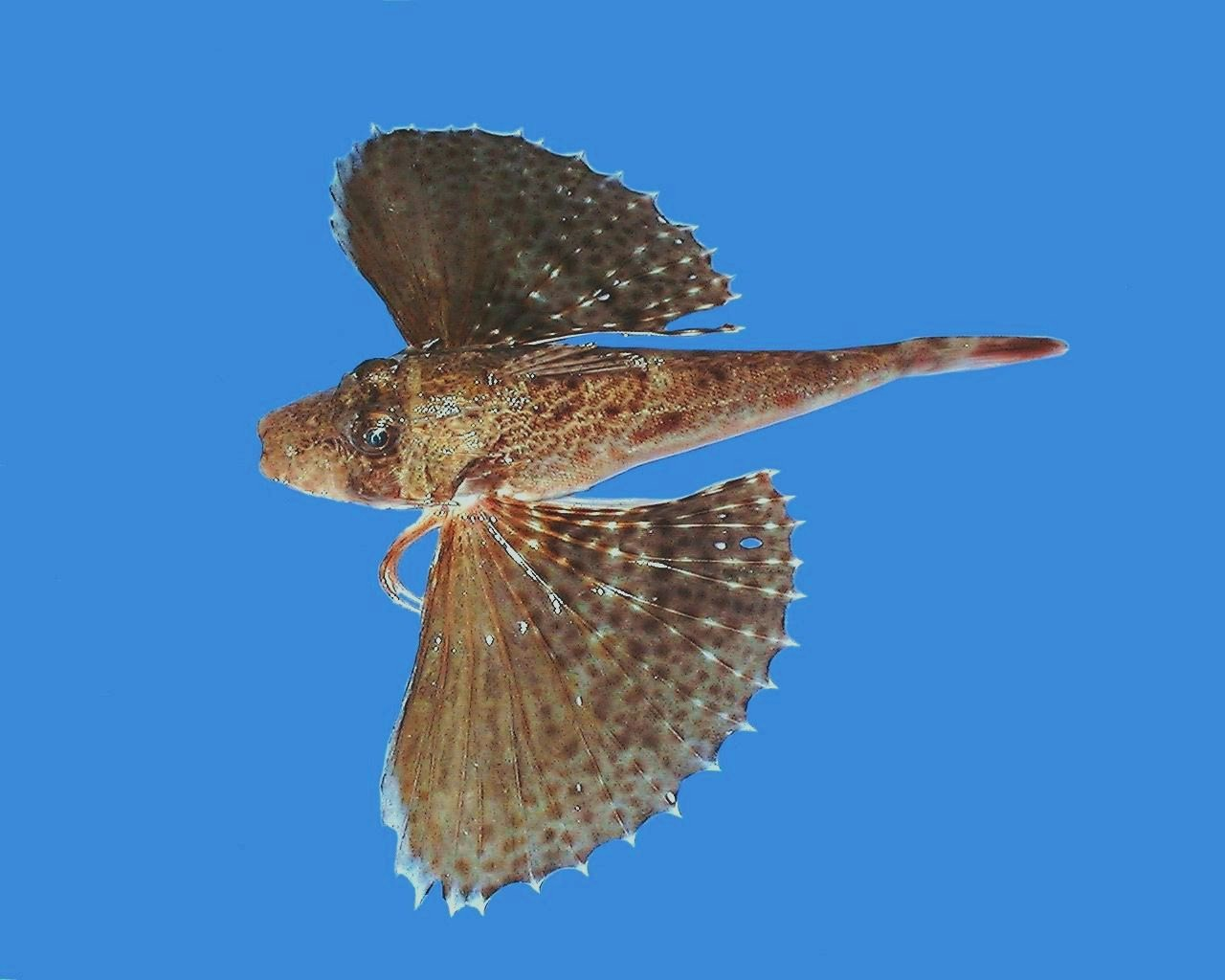
Prionotus rubio
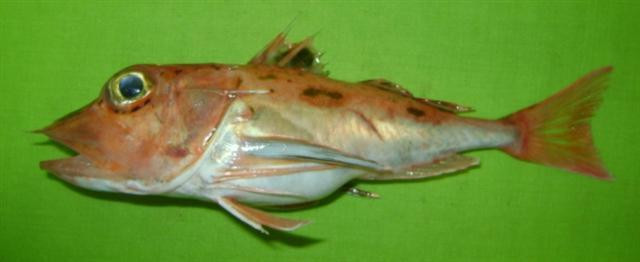
Pterygotrigla arabica
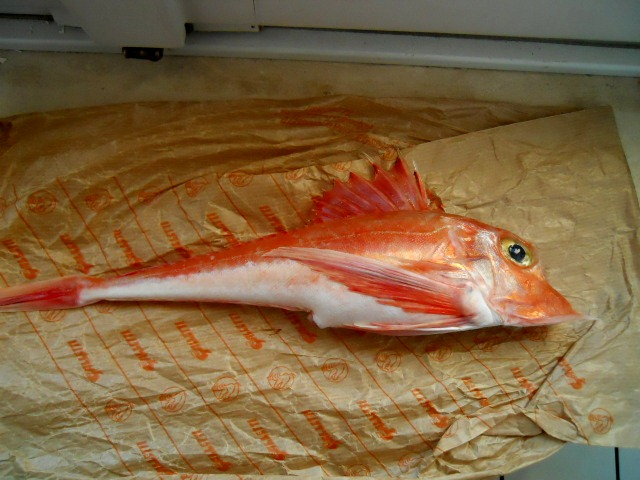
Trigla lyra
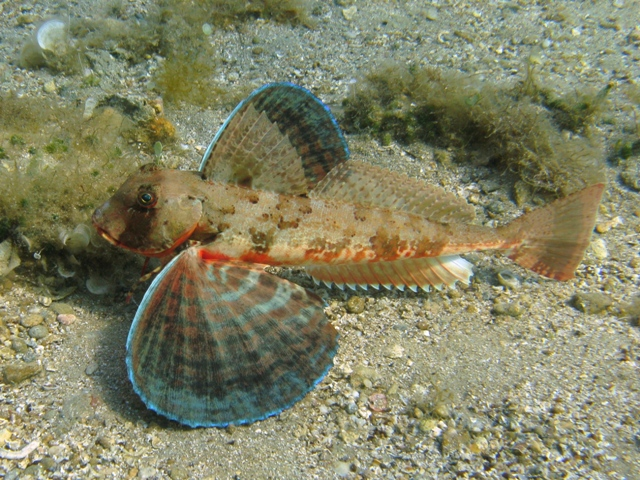
Trigloporus lastoviza